# Chiesa di San Pietro (Santo Pietro Belvedere)
La chiesa di San Pietro è un edificio religioso situato a Santo Pietro Belvedere, nel comune di Capannoli, in provincia di Pisa.
Citata nel 1260 con il nome di "chiesa di Santo Pietro a Sovilliana" all'interno del catalogo delle chiese appartenute alla diocesi di Lucca, nel 1680 ebbe il titolo di pieve e tale fu mantenuto fino al 1720 quando le fu riconosciuto il titolo di propositura. Alla metà dell'Ottocento fu ingrandita e rinnovata su progetto di Pietro Bernardini. L'attuale aspetto si deve ai restauri del 1955-1958. Nel 1987 dopo la riforma liturgica, vengono eseguiti lavori di restauro all'altare principale progettati dall'architetto Alfredo Signorini.
Il sobrio interno è diviso in tre navate da pilastri, con abside centrale; lungo le pareti laterali sono addossati quattro altari. Da notare i due grandi dipinti tardoseicenteschi con San Gaetano e la Crocifissione, e il fonte battesimale in marmo bianco, datato 1686. In sagrestia si conserva la Madonna con Bambino, venerata come Madonna del buon raccolto. In controfacciata il doppio organo Agati-Tronci del 1899.
L'imponente campanile sorge su una preesistente torre e il suo aspetto attuale si deve all'architetto Luigi Bellincioni (1881-1883).